# Economia de Costa d'Ivori
L'economia de Costa d'Ivori és molt dependent de l'agricultura i activitats relacionades, responsables pel 68% de les ocupacions. Costa d'Ivori és el principal productor i exportador de cacau i també important productor de cafè i oli de palmell. Per aquesta raó, l'economia és molt dependent dels preus internacionals d'aquests productes i de factors climàtics. Cacau, petroli, cafè i també l'or són els principals productes d'exportació.
Després del final de la guerra civil el 2003, la inestabilitat política va continuar a afectar l'economia, resultant la caiguda la inversió estrangera i del creixement econòmic. El PIB va créixer a dalt dels 2% el 2008 i aproximadament 4% entre 2009 i 2010. La renda per capita va caure 15% des de 1999 però va sofrir millora entre 2009 i 2010.